# Jameleddine Bousnina
Jameleddine Bousnina est un footballeur tunisien ayant évolué au Club africain.
Père fondateur de ce club, il y occupe le poste de secrétaire général.
Écrivain et premier journaliste sportif tunisien de langue arabe, il contribue par ailleurs, avec Ahmed Dhahak et Belhassen Ben Chedly, à la fondation de La Rachidia.